# Snesland
Snesland är ett äldre ytmått för mark använt i Dalarna som baseras på antingen utsädes- eller skördemått. Ytan är 126,9 kvadratmeter eller 1,269 ar. Beräkningen av ytan utgår från en svensk aln om omkring 0,5938 meter. Ett snesland, eller en snes, är 10 bandland. Ett bandland, även kallat band eller kärve, är en yta om 6 gånger 6 alnar, det vill säga 12,69 kvadratmeter. Ett snesland är 1/40 tunnland.